# 姫路市立花田小学校
姫路市立花田小学校（ひめじしりつ はなだしょうがっこう）は、兵庫県姫路市花田町勅旨に所在する公立小学校。

## 沿革
- 1887年（明治20年）4月 - 小川簡易小学校として創立。
- 1891年（明治24年）8月 - 花田尋常高等小学校と改称。
- 1933年（昭和08年）4月 - 飾磨郡花田尋常高等小学校と改称。
- 1941年（昭和16年）4月 - 花田国民学校と改称。
- 1947年（昭和22年）4月 - 花田村立花田小学校と改称。
- 1957年（昭和32年）10月1日 - 花田村が姫路市に編入され、姫路市立花田小学校と改称[1]。

## 通学区域
- 花田町高木、花田町小川、花田町上原田、花田町勅旨、花田町加納原田、花田町一本松[2]

## 通学区域が隣接している学校
- 姫路市立四郷学院
- 姫路市立御国野小学校
- 姫路市立谷外小学校
- 姫路市立水上小学校
- 姫路市立東小学校
- 姫路市立城陽小学校